# Бюллетень Московского общества испытателей природы
Бюллете́нь Моско́вского о́бщества испыта́телей приро́ды (ранее фр. Bulletin de la Société Impériale des Naturalistes de Moscou), Бюллетень МОИП — научный журнал, издаваемый Московским обществом испытателей природы. Выходит с 1829 года в издательстве МГУ и ныне является старейшим российским научным журналом по естествознанию.
Вначале статьи выходили в основном на французском языке, реже на немецком и изредка (с 1830 года) на русском. Считается, что французский язык был выбран в качестве компромисса в обществе, членами которого были в основном немцы и русские. Начиная с 1896 года количество русских статей увеличилось, а в 1930-х годах статьи на иностранных языках исчезли из журнала.
С 1922 года выходит в виде двух отделов: биологического и геологического. Каждый из отделов выходит 6 раз в год. Входит в «список ВАК».
Международное библиографическое сокращение — Bull. Soc. Imp. Nat. Mosc.

## Названия

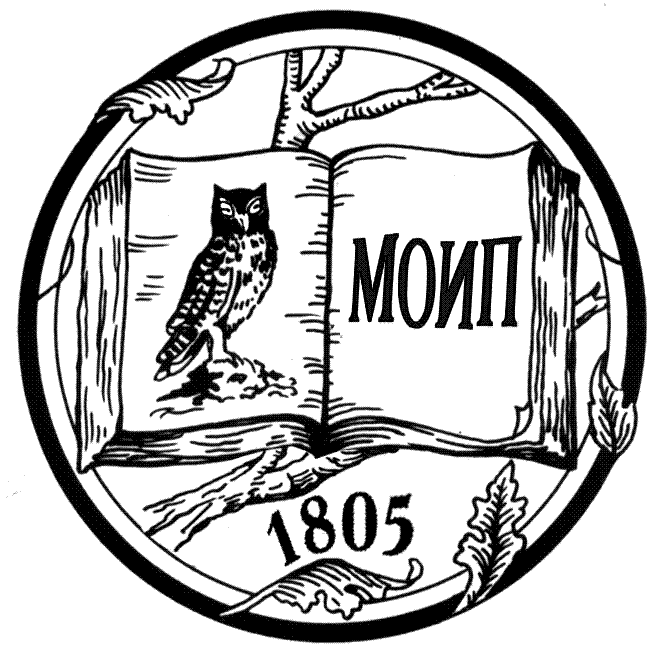
МОИП

Первоначально (1829—1886/1887) журнал выходил под названием фр. Bulletin de la Société Impériale des Naturalistes de Moscou.
С 1887 года название сменилось на фр. Bulletin de la Société Impériale des Naturalistes de Moscou. Nouv. sér. (так называемая «новая серия», тома с 1 по 30); под этим названием журнал выходил до 1917 года.
В течение пяти лет (1917—1922) журнал не издавался, после чего произошло разделение на два отдела:
- Бюллетень Московского общества испытателей природы. Отдел биологический (возобновлён в 1922/1923)
- Бюллетень Московского общества испытателей природы. Отдел геологический (возобновлён в 1922/1923)

При этом биологический журнал стал правопреемником «новой серии», поскольку нумерация биологических томов пошла с 31-го, а геологических — с 1-го.

## Биологический отдел
В биологическом отделе публикуются оригинальные научные статьи по:
- флоре и фауне России
- систематике, морфологии и экологии растений и животных
- биогеографии
- медицинской зоологии
- охотничьему хозяйству
- генетике
- селекции растений и животных
- биологическим основам животноводства и плодоводства

Раздел «Кратких сообщений» посвящён заметкам о наблюдениях в природе и новоописаниям. В 1997 году тираж биологического отдела был 550 экземпляров (в 1970 около 1600 экземпляров), из которых 170 составлял международный обмен.
Биологический отдел индексируется в нескольких продуктах платформы Web of Science: BIOSIS (BIOSIS Previews и BIOSIS Citation Index), Biological Abstracts, Zoological Record , , , а также в запущенном в конце 2015 г. Russian Science Citation Index.

## Геологический отдел
Геологический отдел посвящён вопросам:
- стратиграфии
- палеонтологии
- тектоники
- литологии
- геологии четвертичных отложений
- геоморфологии
- петрографии магматических пород
- гидрогеологии и инженерной геологии
- региональной геологии России
- геологии зарубежных стран

В 1997 году тираж геологического отдела был 500 экземпляров (в 1970 году около 1300 экземпляров), из которых 130 составлял международный обмен.
Геологический отдел индексируется в нескольких продуктах платформы Web of Science: Chemical Abstracts, GeoRef, Zoological Record , , .